# Wolf Rilla
Wolf Peter Rilla (16 de març de 1920 - 19 d'octubre de 2005) va ser un director de cinema i escriptor d'origen alemany, que va treballar principalment al Regne Unit.
Rilla és coneguda per dirigir Village of the Damned (1960). Va escriure molts llibres per a estudiants, com ara The Writer and the Screen: On Writing for Film and Television i The A to Z of Movie Making.

## Primers anys
Rilla va néixer a Berlín, on el seu pare Walter Rilla era actor i productor. En comú amb molts altres en l'entreteniment i les arts, la família de Walter va reconèixer els perills quan Hitler va arribar al poder i es va traslladar a Londres el 1934 quan Wolf tenia 14 anys. Va completar els seus estudis a l'progressiva coeducativa Frensham Heights School, Surrey, i va anar cap al St Catharine's College, Cambridge. El 1942, es va incorporar a la secció alemanya del Servei Extern de la BBC, començant com a editor de guions, però es va traslladar a la televisió a finals dels anys quaranta.

## Carrera cinematogràfica i televisiva
Rilla va deixar el personal de la BBC el 1952 per seguir una carrera fent pel·lícules, però va continuar fent produccions de televisió com a freelance. Per a televisió, va dirigir episodis de sèries com The Adventures of Aggie, una sitcom, i The Adventures of the Scarlet Pimpernel (ambdós de 1956), produïts tots dos per a ITV, però també adreçat al mercat americà.
Mentrestant, al cinema va treballar per a Group 3, una productora creada per la National Film Finance Corporation amb Michael Balcon, John Baxter i John Grierson responsable. La intenció era donar al talent jove l'oportunitat de fer pel·lícules amb un pressupost modest (les que costen menys de 50.000 lliures esterlines), però l'acord només va sobreviure fins al 1956. El 1960, Rilla treballava regularment per a MGM-British Studios.
La seva pel·lícula més recordada, Village of the Damned (1960), data del seu període amb la filial britànica de l'estudi estatunidenc. Derivat de la novel·la de ciència-ficció de John Wyndham The Midwich Cuckoos. A més de dirigir el pel·lícula, Rilla va col·laborar amb el productor Ronald Kinnoch (utilitzant el pseudònim George Barclay) i Stirling Silliphant en l'adaptació. Els protagonistes foren George Sanders i Barbara Shelley. A la seva altra pel·lícula per a MGM-British, Rilla va dirigir el seu pare, juntament amb George Sanders i Richard Johnson, a Cairo (1963), un remake de La jungla d'asfalt de John Huston, amb les joies de Tutankamon en un museu del Caire com a objectiu del lladre.
Entre altres novel·les va escriure Greek Chorus, The Dispensable Man, The Chinese Consortium i una titulada senzillament Movie.
Rilla també va escriure un episodi de Doomwatch titulat The Devil's Demolition, però la sèrie va ser cancel·lada abans de ser produïda.

## Vida personal
Rilla es va casar amb l'actriu i directora Valerie Hanson després d'aparèixer junts en una producció televisiva de la BBC de The Portugal Lady; la parella va tenir una filla, Madeleine, el 1955. El 1967, es va casar amb Shirley Graham-Ellis, publicista dels proveïdors de te Jacksons of Piccadilly i London Films. Rilla i Graham-Ellis van tenir un fill, Nico, que ha estat cineasta i xef. La seva filla Madeline va morir en un accident de cotxe el 1985.
Després que Rilla va deixar el càrrec tant al sindicat de tècnics de cinema ACTT com al Gremi de Directors, ell i Shirley es van traslladar al sud de França per comprar i dirigir un hotel a Fayence a la Provença.

## Filmografia
- Noose for a Lady (1953)
- Glad Tidings (1953)
- The Large Rope (1953)
- Marilyn (EUA: Roadhouse Girl, 1953)
- The Black Rider (1954)
- The End of the Road (1954)
- Stock Car (1955)
- The Blue Peter (1955)
- Pacific Destiny (1956)
- The Scamp (1957)
- Bachelor of Hearts (1958)
- Jessy (1959)
- Witness in the Dark (1959)
- Die zornigen jungen Männer (1960)
- Village of the Damned (1960)
- Piccadilly Third Stop (1960)
- Watch it, Sailor! (1961)
- The World Ten Times Over (1963)
- Cairo (1963)
- Pax? (1968)
- Secrets of a Door-to-Door Salesman (1973)
- Bedtime with Rosie (1974)